# کماتن این تیرول
کماتن این تیرول (به آلمانی: Kematen in Tirol) یک منطقهٔ مسکونی در اتریش است که در اینسبروک لند واقع شده‌است. کماتن این تیرول ۶٫۹۹ کیلومتر مربع مساحت دارد ۶۱۰ متر بالاتر از سطح دریا واقع شده‌است.